# Henk van Gerven
Henricus Petrus Johannes (Henk) van Gerven (Riethoven, 11 maart 1955) is een Nederlands voormalig politicus namens de Socialistische Partij.

## Biografie
Van Gerven werd in 1955 in Riethoven (Noord-Brabant) geboren. Nadat hij zijn gymnasium-b-diploma had gehaald begon hij een geneeskundestudie aan de KUN. Daar maakte hij in 1977 kennis met de nog vrij nieuwe Socialistiese Partij. Hij haalde in 1981 zijn basisdiploma als arts en in 1984 werd hij huisarts voor Ons Medisch Centrum in Oss.
In 1996 werd Van Gerven wethouder voor Sociale Zaken en Volksgezondheid, twee jaar later ook van financiën in de gemeente Oss. Van 2000 tot 2002 zat de SP-Oss in de oppositie en was hij gemeenteraadslid, in de periode 2002-2006 werd hij weer wethouder. In 2006 verliet hij de Osse politiek. Hij is bovendien lid geweest van de Provinciale Staten van Noord-Brabant.
Van Gerven werd bij de verkiezingen in 2006 gekozen tot lid van de Tweede Kamer. Bij de verkiezingen in 2010 en 2012 werd hij herkozen. Bij de verkiezingen in 2017 stond hij 17e op de SP-kandidatenlijst, wat niet voldoende was om herkozen te worden. Hij was binnen de SP-fractie een verantwoordelijke voor de zorg. Hij was binnen de Tweede Kamer lid van de commissies Binnenlandse Zaken en Koninkrijksrelaties, Rijksuitgaven, Volksgezondheid, Welzijn en Sport en Financiën.
Op 3 april 2018 werd Van Gerven benoemd tot lid van de Tweede Kamer in de vacature die ontstaan was na het aftreden van Nine Kooiman. Op 30 maart 2021 nam hij afscheid van de Tweede Kamer.

## Onderscheiding
In 2016 werd Van Gerven door de Vereniging tegen de Kwakzalverij onderscheiden met de Gebroeders Bruinsma Erepenning.
- Gemeinsame Normdatei: 1060577275
- Parlement.com: vhfp2rg4wpyi
- Virtual International Authority File: 311450003
- WorldCat: E39PBJkHjWDRVRVByKWjK87yh3